# German Studies Association
La German Studies Association (GSA)  è un'associazione internazionale di studiosi di storia, letteratura, economia, studi culturali e scienze politiche che operano relativamente ai Paesi europei di lingua tedesca (Germania, Austria e Svizzera).
Fu fondata nel 1976 da Gerald R. Kleinfeld, professore dell'Università statale dell'Arizona, che fu anche il primo redattore della rivista ufficiale dell'associazione. Nel 1983 il nome Association for German Studies fu modificato in German Studies Association, relativo ad un gruppo inizialmente nordamericano e successivamente di respiro internazionale, che elegge un comitato direttivo fra i membri soci.
L'associazione organizza un incontro annuale in una località del Nord America, cura il premio annuale Sybil Halpern Milton Memorial Book Prize e pubblica la rivista accademica triennale German Studies Review.